# Metropolis (chanson de David Guetta et Nicky Romero)
Pour les articles homonymes, voir Metropolis.
Singles de David Guetta
The Alphabeat
(2012) Turn Me On
(2012)
Singles par Nicky Romero
Toulouse
(2012) Like Home
(2012)
Metropolis est une chanson composée par le français David Guetta et le néerlandais Nicky Romero sortie le 12 avril 2012. C'est la première chanson que David Guetta a décidé de sortir sous son propre label : Jack Back Records. Elle se trouve uniquement sur la réédition de son l'album Nothing but the Beat intitulé Nothing but the Beat 2.0. La chanson est écrite et produite par David Guetta, Giorgio Tuinfort et par Nicky Romero.

## Clip vidéo
Le clip est sorti le 19 octobre 2012.

## Liste des pistes
| 1. | Metropolis (Original Mix) (avec Nicky Romero) | 6:12 |
| 2. | Metropolis (Radio Edit) (avec Nicky Romero)   | 3:10 |

## Classement hebdomadaire
| Classement (2012) | Meilleure position |
| ----------------- | ------------------ |
| France (SNEP)     | 41                 |